# Латиноамериканский фонд свободного программного обеспечения
Латиноамериканский фонд свободного программного обеспечения (англ. Free Software Foundation Латинской Америки, FSFLA) — некоммерческая организация, аналог американского Фонда свободного программного обеспечения, четвёртая организация в серии региональных фондов свободного ПО, наряду с Европейским фондом свободного ПО и Индийским фондом свободного ПО. Создан 23 ноября 2005 года в Росарио, Аргентина.
На учредительной ассамблее FSFLA президентом организации был избран Федерико Хейнц, секретарём — Александре Олива и Беатрис Бусаниче — казначеем. В Административный совет Фонда, помимо них, вошли Энрике А. Чапарро, Марио М. Бонилья, Фернанда Г. Вайден и Хуан Хосе Кьярланте.
В 2006 году Беатрис Бусаниче, Энрике А. Чапарро, Федерико Хейнц, Хуан Хосе Кьярланте и Марио М. Бонилья вышли из состава Административного совета FSFLA, после чего в устав Фонда были внесены поправки, в частности, был введён статус «Наблюдатель совета» для того, чтобы позволить известным участникам сообщества свободного ПО наблюдать за работой и консультировать совет Фонда.
В настоящее время членами совета Фонда являются Александр Олива, Рикардо Андрес Кастельбланко, Эксал де Хесус Гарсиа Каррильо, Октавио Россель, Оскар Валенсуэла, Дж. Эстебан Сааведра Л., Луис Альберто Гарсия Гузман, Килиро Ордоньес и Томас Солар Кастро. В состав группы наблюдателей совета Фонда входят Ричард Столлман, Георг Греве, Адриано Рафаэль Гомес, Франко Якомелья, Алехандро Фореро Куэрво, Альваро Фуэнтес, Анауак де Паула Жил, Кристиано Андерсон, Эдер Л. Маркес, Элькин Ботеро, Дж. Эстебан Сааведра Л., Фабиан Бальведи, Фелипе Аугусто ван де Вил, Нагарджуна Г, Глаубер де Оливейра Коста, Густаво Сверзут Барбьери, Энрике де Андраде, Гарольд Ривас, Янсен Сена, Марсело Дзунино, Марио Бонилья, Даниэль Yucra, Ниибе Ютака, Беатрис Бусаниче, Октавио Х. Руис Сервера, Омар Камински и Роберто Саломон.

## Проекты
- Linux-libre